# Liste der Baudenkmale in Rotorua
Die Liste der Baudenkmale in Rotorua umfasst alle vom New Zealand Historic Places Trust (NZHPT) als „Historic Place“ oder „Historic Area“ eingestuften Baudenkmale und Flächendenkmale der neuseeländischen Stadt Rotorua. Die Angaben stammen aus dem Register des NZHPT. Die Bezeichnungen der Baudenkmale orientieren sich an diesem Register. In die Liste werden auch bekannte Wahi Tapu (Area), kulturell und religiös bedeutsame Stätten und Gebiete der Māori, aufgenommen. Sie werden jedoch meist nicht publiziert.

| Bild           | Bezeichnung                                                 | Ort     | Anschrift                                           | Beschreibung | Bauzeit                        | Eintrag           | Nummer | Kat. |
| -------------- | ----------------------------------------------------------- | ------- | --------------------------------------------------- | --- | ------------------------------ | ----------------- | ------ | ---- |
| weitere Bilder | The Bath House (former)                                     | Rotorua | Government Gardens Karte                            | Ehemaliges Badehaus, heute: Rotorua Museum | 1905–1908                      | 2. April 1985     | 0141   | 1    |
| weitere Bilder | Blue Baths                                                  | Rotorua | Queens Drive, Government Gardens Karte              | Thermalbad | 1931–1933                      | 25. Juni 1992     | 5394   | 1    |
| weitere Bilder | Civic Theatre                                               | Rotorua | Fenton, Haupapa und Arawa Street Karte              | Veranstaltungsstätte und Konferenzzentrum | 1940 (etwa)                    | 23. Februar 1994  | 7206   | 1    |
| weitere Bilder | Gardener's Cottage                                          | Rotorua | Queens Drive, Government Gardens Karte              | Gärtnerwohnhaus, ehemaliges | 1899                           | 7. April 1983     | 2708   | 2    |
| BW             | Glenholme                                                   | Rotorua | 63 Miller Street Karte                              | Wohnhaus | n.a.                           | 7. April 1983     | 0784   | 2    |
| weitere Bilder | Kusabs House                                                | Rotorua | 1 Meade Street, Karte                               | Restaurant | n.a.                           | 7. April 1983     | 0785   | 2    |
| weitere Bilder | Rotorua i-site                                              | Rotorua | 34 Arawa Street, Fenton Street Karte                | Postamt, ehemaliges; heute Büros des Department of Labour und Besucherzentrum                                                                              | 1914                           | 7. April 1983     | 0786   | 2    |
| weitere Bilder | Prince's Arch and Gateway                                   | Rotorua | Queens Drive, Government Gardens Karte              | Kronenförmiges Denkmal anlässlich des Besuches des Duke and Duchess of Cornwall and York, dem späteren König George V. und der Queen Mary, in Rotorua 1901 | 1901, 1907                     | 7. April 1983     | 0787   | 2    |
| weitere Bilder | Prince's Gate Hotel                                         | Rotorua | 1057 Arawa Street Karte                             | Hotel, früher: Central Hotel in Waihi | 1897                           | 7. April 1983     | 0788   | 2    |
| BW             | Robertson House                                             | Rotorua | 70 Pererika Street Karte                            | Wohnhaus | 1905                           | 7. April 1983     | 2709   | 2    |
| weitere Bilder | Te Runanga Tea Pavilion and Ticket Office (früher)          | Rotorua | Queens Drive, Government Gardens Karte              | Teepavillon und Eintrittskartenkiosk im Rotorua Government Gardens Historic Area                                                                           | 1903                           | 7. April 1923     | 0783   | 2    |
| weitere Bilder | Rotunda (Musikpavillon)                                     | Rotorua | Hinemaru Street, Queens Drive Karte                 | achteckiger Musikpavillon, 1991 um einige Meter versetzt: Eingang über Queens Drive, rechterseits hinter dem Te Runanga Building                           | 1900                           | 7. April 1983     | 0789   | 2    |
| BW             | Scout Hall First Arawa Troop (früher: Whakarewarewa School) | Rotorua | 70 Pererika Street Karte                            | Schule, ehemalige; heute Pfadfinderunterkunft | 1902                           | 7. April 1983     | 0790   | 2    |
| BW             | St Peters Church                                            | Rotorua | 2 Hinemoa Point Road Karte                          | Kirche | 1933                           | 31. Oktober 1997  | 7402   | 2    |
| weitere Bilder | Rotorua Government Gardens Historic Area                    |         | Hinemaru Street, Government Gardens, Rotorua Karte  | Umfasst zahlreiche Einzeldenkmale | 1882, mit Änderungen bis heute | 15. Dezember 2011 | 7015   | HA   |
| BW             | Rauru-me-Nuku-te-apiapi                                     | Rotorua | 11-13 Tryon Street, Whakarewarewa Karte             | Rasenfläche; früherer Standort der Versammlungshäuser Rauru und Nuku-Te-Apiapi, daher von Bedeutung für die Tuhourangi-Ngati Wahiao.                       | n.a.                           | 6. September 2001 | 7498   | WTA  |
| BW             | Paepaehakumanu Motutara                                     | Rotorua | Hinemaru Street, Hinemoa Street, Queens Drive Karte | für die Maori der Te Arawa bedeutsames Gebiet | n.a.                           | 19. Oktober 2011  | 9594   | WTA  |